# Winter (gruppo musicale)
Gli Winter sono una band doom metal statunitense da New York, formatasi nel 1988.

## Storia
Presero il nome dalla canzone omonima degli Amebix. Nonostante siano considerati come i fondatori del genere death doom, rifiutano questa etichetta. La band pubblicò il primo e unico album, Into Darkness, nel 1990 e si disgregò due anni dopo, riformandosi nel 2010 per il Roadburn Festival del 2011.

## Membri
- John Alman - voce, basso
- Stephen Flam - chitarra
- Joe Gonclaves - batteria

## Discografia

### Album in studio
- 1990 - Into Darkness

### Demo
- 1989 - Winter

### EP
- 1994 - Eternal Frost